# Incident de Huanggutun

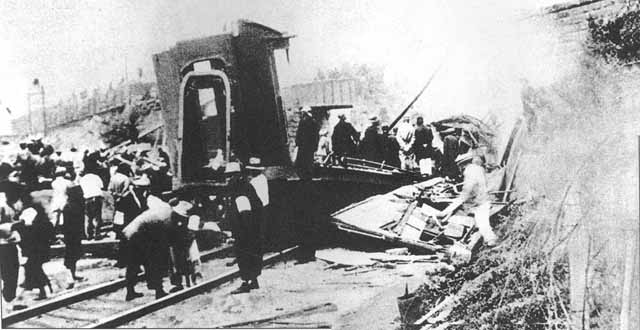
Le site de Huanggutun peu après l'explosion.

L'incident de Huanggutun (皇姑屯事件), appelé l'incident de l'assassinat de Zhang Zuolin (張作霖爆殺事件, Chosakurin bakusatsu jiken) par les Japonais, est un assassinat politique provoqué par l'armée japonaise du Guandong le 4 juin 1928. Il visait le maître de la clique du Fengtian Zhang Zuolin en faisant exploser son train à la gare de Huanggutun, près de Shenyang. La nouvelle de cet incident a été censurée au Japon, où il n'est nommé que sous le nom « Un certain incident important de Mandchourie » (満州某重大事件, Manshuboujudaijiken).

## Contexte

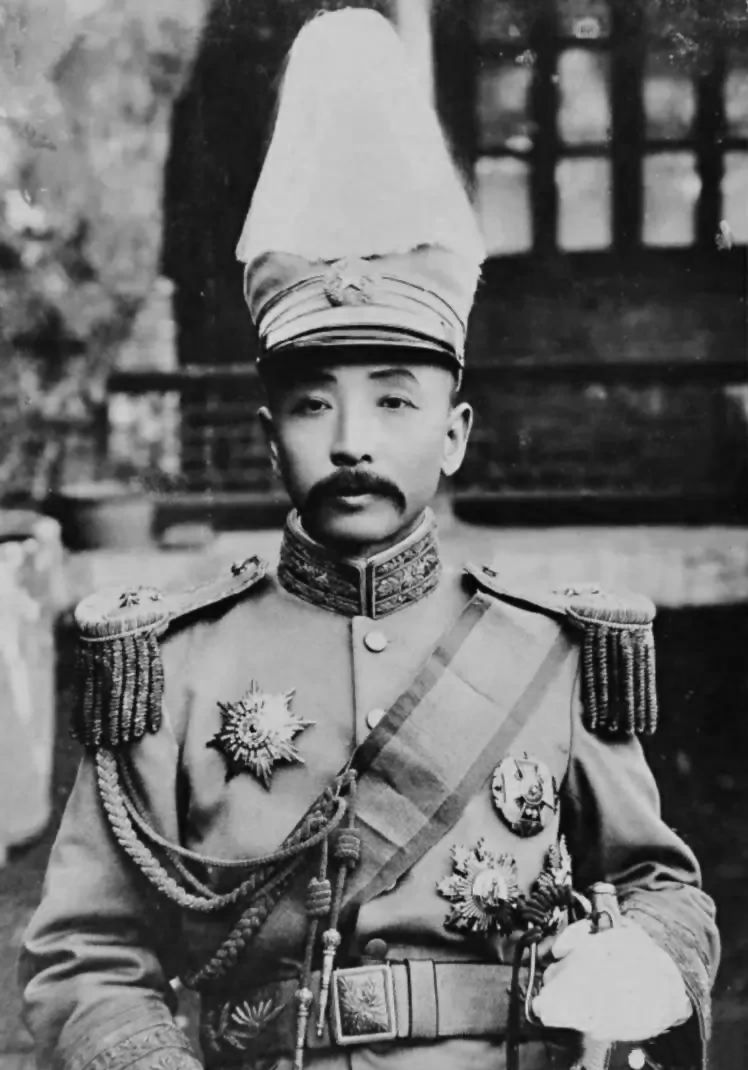
Zhang Zuolin.

Après la révolution chinoise de 1911, l'autorité centrale en Chine se désintègre et des chefs militaires et officiels régionaux assument un contrôle indépendant sur leurs zones. Dans le Nord, l'armée de Beiyang, autrefois très puissante, se divise en plusieurs factions après la mort de Yuan Shikai en 1916. Zhang Zuolin, devenu le chef de la clique du Fengtian, est l'un des plus puissants seigneurs de guerre et s'empare du contrôle des trois provinces composant la Mandchourie. 
À l'époque du Premier front uni en 1924, le soutien étranger en Chine se répartit comme ceci :
- l'armée du Fengtian (Zhang Zuolin) - Japon
- la clique du Zhili - Européens & Américains
- Kuomintang - Union soviétique.

L'empire du Japon est ainsi le soutien principal de la clique du Fengtian, car il possède des intérêts économiques et politiques dans la région depuis la fin de la guerre russo-japonaise, et il est intéressé par l'exploitation des ressources naturelles encore largement sous-développée. L'armée japonaise du Guandong, basée sur le territoire du Guandong, a également la responsabilité de protéger le chemin de fer de Mandchourie du Sud, et a ainsi des troupes stationnées en Mandchourie qui fournissent un soutien matériel et logistique à la clique du Fengtian. La coopération se fait d'abord au bénéfice mutuel des deux parties. Zhang assure la sécurité des voies ferrées et des intérêts économiques japonais, combattant le problème endémique des bandits mandchous et permettant la hausse des investissements japonais. L'armée impériale japonaise aide Zhang lors des deux guerres contre la clique du Zhili, par exemple en répriment le soulèvement de Guo Songling. Cependant, Zhang n'a besoin de l'aide du Japon que pour consolider et étendre son territoire, alors que les Japonais envisagent une future occupation commune de la Mandchourie. Après que Zhang a atteint ses objectifs, il essaye d'améliorer ses relations avec les États-Unis et le Royaume-Uni, en autorisant l'accès de ces deux pays au commerce, à l'investissement et aux opportunités économiques en Mandchourie, ce qui était jusque-là le privilège des Japonais.
Ce changement de politique a lieu au moment où le Japon connait une grave crise économique due au séisme de 1923 de Kantō et aux dépressions économiques qui s'ensuivent, ce qui alerte et irrite l'armée du Guandong. La situation se complique encore avec le succès de l'expédition du Nord de Tchang Kaï-chek, lors de laquelle le Kuomintang défait successivement Sun Chuanfang, Wu Peifu et d'autres seigneurs de guerre des factions du Nord, ainsi que le gouvernement de Pékin contrôlé par Zhang Zuolin. L'armée nationale révolutionnaire apparaît en mesure de reprendre le contrôle de toute la Mandchourie, qui est alors réclamée officiellement comme une partie de la République de Chine.
Les nationalistes, le Parti communiste chinois et d'autres éléments de l'expédition du Nord sont soutenus par l'Union soviétique, qui a déjà mis en place le gouvernement fantoche de Tannou-Touva près de la Mongolie.
Du point de vue japonais, la prise de contrôle de la Mandchourie par les Soviétiques ou les nationalistes est stratégiquement inacceptable, et Zhang Zuolin n'apparaît plus comme allié de confiance capable de maintenir l'indépendance de facto de la région. Le Japon a besoin d'un prétexte pour établir sa domination sans combats ou intervention étrangère et il pense qu'il serait judicieux de remplacer Zhang Zuolin par un chef plus coopératif.

## Chronologie de l'incident

### L'explosion

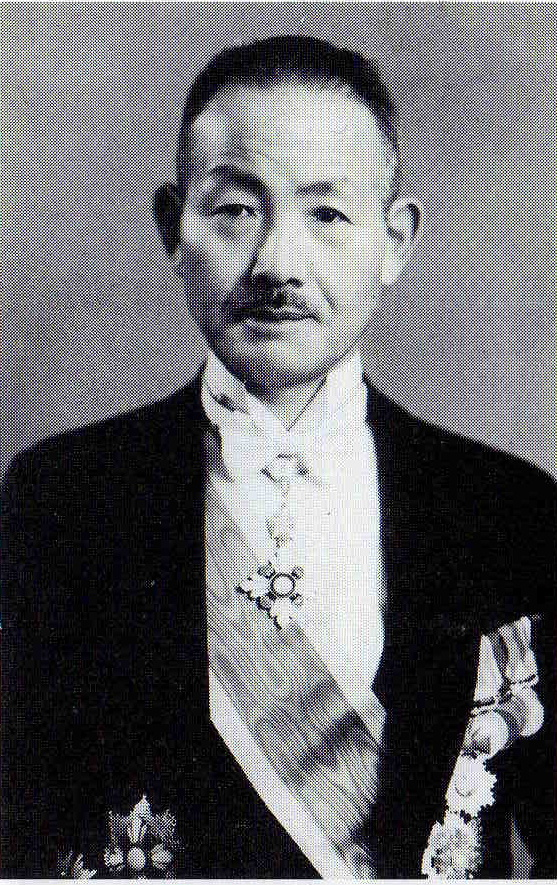
Daisaku Koumoto (photo prise avant 1949).

Zhang quitte Pékin pour se rendre à Shenyang en train la nuit du 3 juin 1928. Le convoi emprunte la ligne Pékin-Harbin qui est fortement patrouillée par ses troupes. Le seul endroit de la voie qui n'est pas sous le contrôle de Zhang est un pont situé plusieurs kilomètres à l'Est de la gare de Huanggutun (dans les faubourgs de Shenyang), et où le chemin de fer de Mandchourie du Sud rejoint la voie.

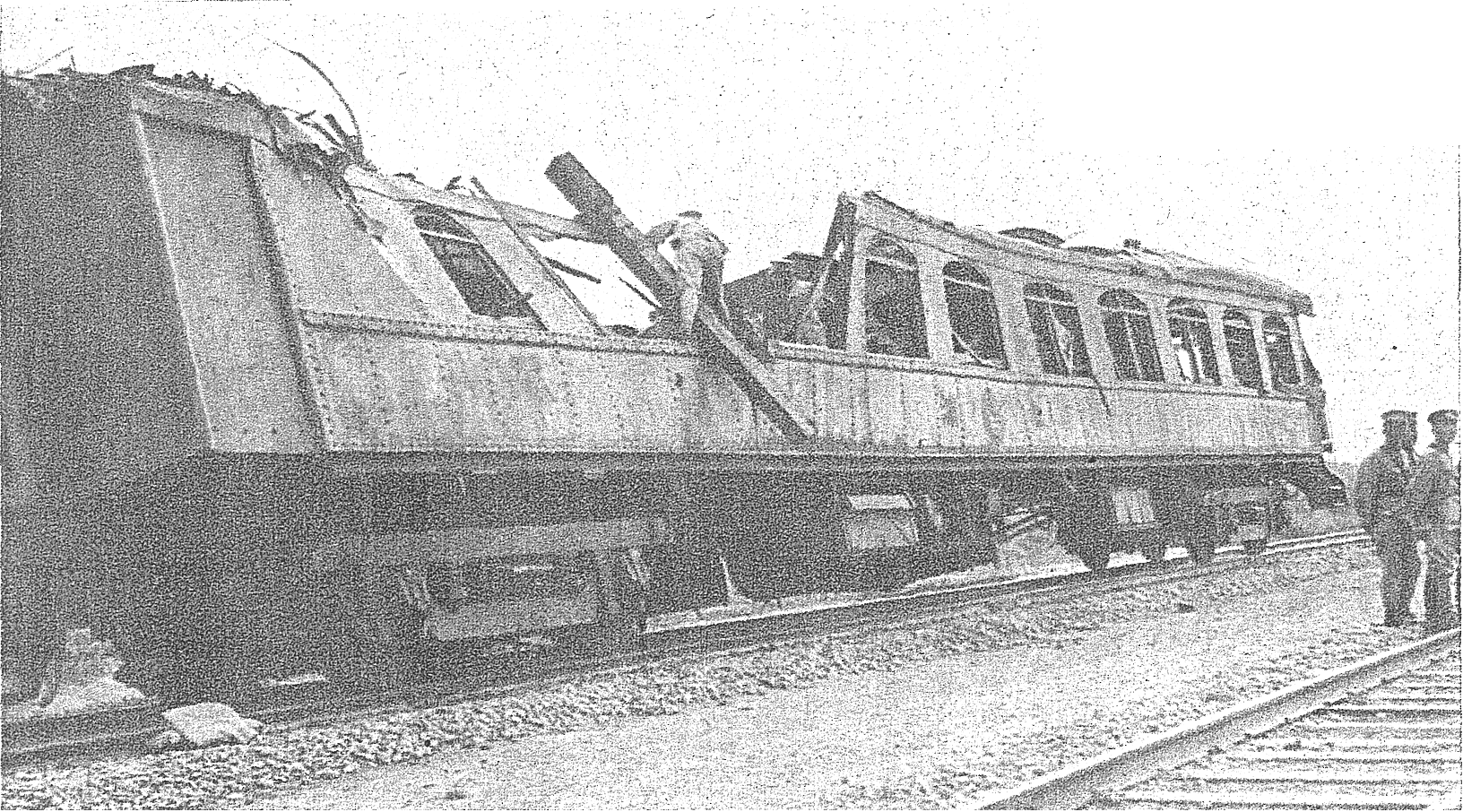
La voiture-salon de Zhang Zuolin après l'attentat.

Le colonel Daisaku Komoto de l'armée du Guandong pense que l'assassinat de Zhang est la meilleure façon de le remplacer par un chef plus accessible aux demandes japonaises et il planifie l'opération sans en avoir reçu l'ordre direct de Tokyo. Son subordonné le capitaine Kaneo Tomiya est chargé de mettre en exécution le plan. La bombe elle-même est placé sur le pont par le lieutenant Fujii Sadatoshi. L'explosion se produit lorsque le train de Zhang traverse le pont à 5h23 du matin. Plusieurs officiers de Zhang, dont Wu Junsheng, le gouverneur du Heilongjiang, sont tués sur le coup. Zhang est mortellement blessé et transféré à son domicile de Shenyang. Il meurt quelques heures plus tard.

### Suites
Au moment de l'assassinat, l'armée du Guandong est déjà en train de planifier le remplacement de Zhang par Yang Yuting, un général de la clique du Fengtian. Cependant, l'opération clandestine prend la direction de l'armée au dépourvu : aucune troupe n'était officiellement mobilisée et elle ne pouvait pas accuser les ennemis chinois de Zhang, ni utiliser l'incident comme prétexte pour une intervention militaire japonaise.
L'incident est en outre condamné par la communauté internationale et par les autorités militaires et politiques de Tokyo elles-mêmes. L'émergence du fils de Zhang, Zhang Xueliang, en tant que chef de la clique du Fengtian, est également une surprise.

## Conséquences
Pour éviter un conflit avec le Japon et l'installation du chaos qui provoquerait une réponse militaire japonaise, le jeune Zhang n'accuse pas directement le Japon de complicité dans la mort de son père, mais privilégie une politique de réconciliation avec le gouvernement nationaliste, qui le reconnait comme dirigeant de la Mandchourie à la place de Yang Yuting. L'assassinat a considérablement affaibli la position politique du Japon en Mandchourie,.
L'incident, organisé par des sous-officiers, n'avait pas le consentement de l'État-major de l'armée impériale japonaise ou du gouvernement civil. En réalité, l'empereur Hirohito a fortement critiqué l'évènement et a même démis de ses fonctions le Premier ministre Tanaka Giichi pour son incapacité à arrêter et juger les responsables de l'assassinat, et accepté en privé l'argument de l'armée que cela était au désavantage de la politique étrangère et militaire du Japon.
Afin d'atteindre ses objectifs en Mandchourie, l’armée du Guandong est forcée d'attendre plusieurs années avant de provoquer un autre incident justifiant une invasion japonaise de la Mandchourie et l'établissement du l'État fantoche du Mandchoukouo.